# Bruno Akrapović
Bruno Akrapović (ur. 26 września 1967 w Zenicy) – bośniacki piłkarz występujący na pozycji pomocnika i trener piłkarski. Od 2000 do 2002 reprezentant Bośni i Hercegowiny w piłce nożnej.
Jego synem jest Aaron Akrapović, pomocnik występujący w amatorskim Napoli United i w młodzieżowych reprezentacjach Włoch.

## Kariera klubowa i reprezentacyjna
Defensywny pomocnik Akrapović rozpoczął karierę w rodzinnej Zenicy – jego pierwszym klubem był tamtejszy Čelik. Od 1988 kontynuował swoją karierę w RFN, gdzie występował do końca kariery. W latach 1997–2000 był zawodnikiem VfL Wolfsburg. Następnie występował w Mainz 05, gdzie grał razem z Jürgenem Kloppem. Latem 2000 przeszedł do Energie Cottbus, gdzie 18 sierpnia 2000 zadebiutował w Bundeslidze w przegranym 1:4 meczu z Borussią Dortmund. Zakończył profesjonalną karierę 2005 w barwach Kickers Offenbach, występujących w niemieckiej Regionallidze Południe.
W lutym 2005 podczas obozu przygotowawczego Kickers w Portugalii, dom piłkarza został przeszukany w związku z podejrzeniem berlińskiej prokuratury o udział w korupcji.
Akrapović rozegrał 18 spotkań w reprezentacji Bośni i Hercegowiny, strzelając jednego gola – 11 października 2000 w meczu kwalifikacyjnym do MŚ 2002 w przegranym 1:3 meczu przeciwko Izraelowi na stadionie w Ramat Gan.

## Kariera szkoleniowa
Latem 2008 przez krótki czas był asystentem trenera rezerw VfL Wolfsburg – Bernda Hollerbacha. Później pracował jako asystent Jürgena Röbera w rosyjskim Saturnie Ramienskoje.
16 stycznia 2010 Akrapović uzyskał licencję trenerską UEFA Pro w ośrodku szkoleniowym bośniackiego związku piłkarskiego w Jablanicy.
12 lipca 2011 został szkoleniowcem występującego w drugiej lidze chorwackiej NK Mosor z Žrnovicy. Od czerwca 2012 był trenerem trzecioligowego HNK Val Kaštel Stari z Dalmacji.